# Enough (cântec de Tarja)
„Enough” este cel de-al treilea și ultimul disc single lansat de cântăreața finlandeză Tarja Turunen de pe albumul My Winter Storm (2007). Spre deosebire de „I Walk Alone” și „Die Alive”, piesa a fost inclusă pe o ediție specială a albumului.

## Ordinea pieselor pe disc
Versiunea standard
1. „Enough” (versiunea single) — 4:00
2. „Enough” (versiunea alternativă) — 5:14
3. „Wisdom of Wind” — 06:34